# Michèle Lamquin-Éthier
Pour les articles homonymes, voir Éthier.
Michèle Lamquin-Éthier est une femme politique québécoise et ancienne députée libérale de la circonscription de Crémazie à l'Assemblée nationale du Québec.

## Biographie
Michèle Lamquin-Éthier a étudié en droit à l'Université de Montréal vers le milieu des années 1970. Après ses études, elle a travaillé dans un cabinet de 1978 à 1986. Elle a par la suite été directrice générale du Comité provincial des malades jusqu'en 1997.
Elle a été membre du Comité d'étude des plaintes au Service de police de la Communauté urbaine de Montréal de 1978 à 1982, membre du Comité aviseur de la Régie de l'assurance maladie du Québec sur les grands utilisateurs de services médicaux, puis membre du Comité aviseur du Curateur public sur la protection des personnes inaptes et membre du conseil d'administration du Conseil québécois d'agrément des établissements de santé du Québec.
Elle a été élue pour la première fois à l'Assemblée nationale sous la bannière du Parti libéral du Québec lors d'une élection partielle en 1997 dans la circonscription de Bourassa. Elle a été élue pour un deuxième mandat lors de l'élection générale suivante en 1998.
À la suite des modifications de la carte électorale en 2001, elle décida de se présenter dans la circonscription de Crémazie. Elle fut toutefois battue par Lisette Lapointe lors de sa tentative de réélection en 2007.
Elle est récipiendaire, en 2005, de la Médaille de l'Assemblée nationale.